# Mary Cavendish-Bentinck
Mary Venetia Cavendish-Bentinck (Londra, 4 giugno 1861 – Londra, 2 maggio 1948) è stata una nobildonna e mecenate inglese.

## Biografia
Era la figlia di George Cavendish-Bentinck, nipote di William Henry Cavendish-Bentinck, III duca di Portland, e di sua moglie, Prudentia Leslie. 
Nel 1872 era una damigella d'onore al matrimonio di Christina Nilsson, una famosa cantante d'opera del periodo tenendole il bouquet. Il matrimonio era stato un affare dell'alta società, organizzata dal padre di Mary nell'Abbazia di Westminster. 

## Matrimonio
Sposò, il 7 dicembre 1885, Arthur James, un allevatore di cavalli da corsa. La coppia non ebbe figli. La coppia risiedeva a Grafton Street, a Londra, e a Coton House. 
Mary aveva legami di parentela con i Duchi di Portland; era anche una parente e madrina di Lady Elizabeth Bowes-Lyon, che in seguito divenne la regina del Regno Unito. Mary e Arthur erano entrambi amici di re Edoardo VII, e secondo i pettegolezzi Mary aveva la fama di essere la sua amante. Il segretario privato del re, Frederick Ponsonby, scrisse che era "piena di umorismo e di buon umore, camminava con il re e lo divertiva".
Pur essendo un milionario, James era noto per la sua estrema frugalità. Servì ai suoi ospiti il latte che il suo gatto non aveva bevuto e preferiva ospitare i cattolici il venerdì perché il pesce era più economico rispetto alla carne.

## Morte
Rimase vedova nel 1917 e finanziò la costruzione di un nuovo reparto del Hospital of St Cross, a Rugby, in memoria del marito. Continuò ad allevare cavalli e partecipare a gare, vincendo la Victoria Cup e, nel 1932, la Coronation Cup. 
Mary morì il 2 maggio 1948, lasciando i suoi gioielli e dipinti di Tiziano, Joshua Reynolds e Thomas Gainsborough alla sua figlioccia, la regina Elisabetta.

## Ascendenza
|                                   |                       |                                      | Genitori                                          |  |  | Nonni |  |  | Bisnonni                                               |  |  | Trisnonni                             |  |
|                                   |                       |                                      |                                                   |  |  |       |  |  | William Henry Cavendish-Bentinck, III duca di Portland |  |  | William Bentinck, II duca di Portland |  |
|                                   |                       |                                      |                                                   |  |  |       |  |  | William Henry Cavendish-Bentinck, III duca di Portland |  |  | William Bentinck, II duca di Portland |  |
|                                   |                       | lady Margaret Cavendish Harley       |                                                   |  |  |       |  |  | William Henry Cavendish-Bentinck, III duca di Portland |  |  |                                       |  |
| lord Frederick Cavendish-Bentinck |                       |                                      |                                                   |  |  |       |  |  | William Henry Cavendish-Bentinck, III duca di Portland |  |  |                                       |  |
|                                   |                       | lady Dorothy Cavendish               | William Cavendish, IV duca di Devonshire          |  |  |       |  |  |                                                        |  |  |                                       |  |
|                                   |                       | lady Dorothy Cavendish               | William Cavendish, IV duca di Devonshire          |  |  |       |  |  |                                                        |  |  |                                       |  |
|                                   |                       | lady Dorothy Cavendish               | Charlotte Elizabeth Boyle, marchesa di Hartington |  |  |       |  |  |                                                        |  |  |                                       |  |
| hon. George Cavendish-Bentinck    |                       | lady Dorothy Cavendish               |                                                   |  |  |       |  |  |                                                        |  |  |                                       |  |
|                                   |                       | William Lowther, I conte di Lonsdale | sir William Lowther, I baronetto                  |  |  |       |  |  |                                                        |  |  |                                       |  |
|                                   |                       | William Lowther, I conte di Lonsdale | sir William Lowther, I baronetto                  |  |  |       |  |  |                                                        |  |  |                                       |  |
|                                   |                       | William Lowther, I conte di Lonsdale | Anne Zouch                                        |  |  |       |  |  |                                                        |  |  |                                       |  |
| lady Mary Lowther                 |                       | William Lowther, I conte di Lonsdale |                                                   |  |  |       |  |  |                                                        |  |  |                                       |  |
|                                   |                       | lady Augusta Fane                    | John Fane, IX conte di Westmorland                |  |  |       |  |  |                                                        |  |  |                                       |  |
|                                   |                       | lady Augusta Fane                    | John Fane, IX conte di Westmorland                |  |  |       |  |  |                                                        |  |  |                                       |  |
|                                   |                       | lady Augusta Fane                    | hon. Augusta Bertie                               |  |  |       |  |  |                                                        |  |  |                                       |  |
| Mary Cavendish-Bentinck           |                       | lady Augusta Fane                    |                                                   |  |  |       |  |  |                                                        |  |  |                                       |  |
|                                   | Charles Powell Leslie | Robert Leslie                        |                                                   |  |  |       |  |  |                                                        |  |  |                                       |  |
|                                   | Charles Powell Leslie | Robert Leslie                        |                                                   |  |  |       |  |  |                                                        |  |  |                                       |  |
|                                   | Charles Powell Leslie | Frances Rogerson                     |                                                   |  |  |       |  |  |                                                        |  |  |                                       |  |
| Charles Powell Leslie             | Charles Powell Leslie |                                      |                                                   |  |  |       |  |  |                                                        |  |  |                                       |  |
|                                   |                       | hon. Prudence Penelope Hill-Trevor   | Arthur Hill-Trevor, I visconte Dungannon          |  |  |       |  |  |                                                        |  |  |                                       |  |
|                                   |                       | hon. Prudence Penelope Hill-Trevor   | Arthur Hill-Trevor, I visconte Dungannon          |  |  |       |  |  |                                                        |  |  |                                       |  |
|                                   |                       | hon. Prudence Penelope Hill-Trevor   | Anne Stafford                                     |  |  |       |  |  |                                                        |  |  |                                       |  |
| Prudentia Penelope Leslie         |                       | hon. Prudence Penelope Hill-Trevor   |                                                   |  |  |       |  |  |                                                        |  |  |                                       |  |
|                                   |                       | George Fosbery                       | William Fosbery                                   |  |  |       |  |  |                                                        |  |  |                                       |  |
|                                   |                       | George Fosbery                       | William Fosbery                                   |  |  |       |  |  |                                                        |  |  |                                       |  |
|                                   |                       | George Fosbery                       | Jane Evans                                        |  |  |       |  |  |                                                        |  |  |                                       |  |
| Christiana Fosbery                |                       | George Fosbery                       |                                                   |  |  |       |  |  |                                                        |  |  |                                       |  |
|                                   |                       | Christina Mary Rice                  | Thomas Rice                                       |  |  |       |  |  |                                                        |  |  |                                       |  |
|                                   |                       | Christina Mary Rice                  | Thomas Rice                                       |  |  |       |  |  |                                                        |  |  |                                       |  |
|                                   |                       | Christina Mary Rice                  | Mary FitzGerald                                   |  |  |       |  |  |                                                        |  |  |                                       |  |
|                                   |                       | Christina Mary Rice                  |                                                   |  |  |       |  |  |                                                        |  |  |                                       |  |